# Jiang Tingxi

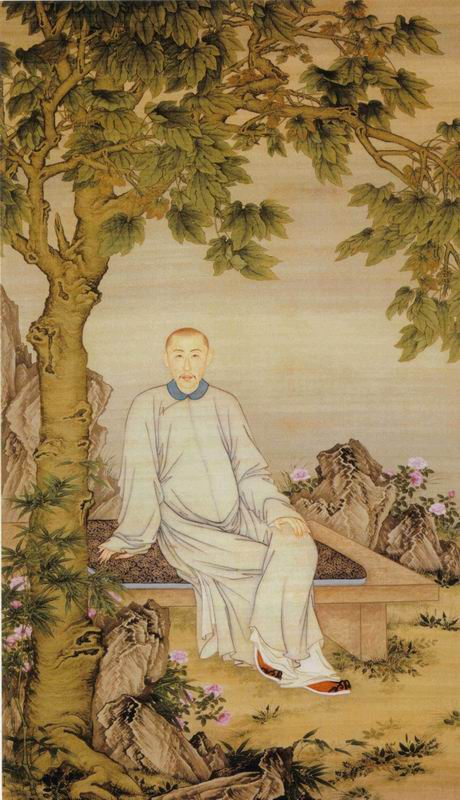
Yinli, 17è fill de l'emperador Kangxi. Col·lecció del Museu del Palau de Pequín

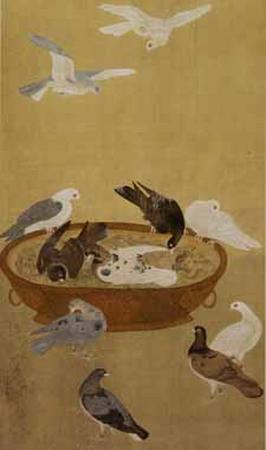
Onze coloms

Jiang Tingxi (xinès simplificat: 蒋廷锡; xinès tradicional: 蔣廷錫; pinyin: Jiǎng Tíngxí) fou un pintor, cal·lígraf i editor xinès que va viure sota la dinastia Qing. També se'l va conèixer com a Yangsun i Youjun.
Va néixer el 1669 a i Changshu, província de Jiangsu i va morir el 1732. Exercí càrrecs importants al servei de l'emperador (com el de pintor i secretari imperial). Va ser editor de l'obra Gujin tuixu jitxeng (古今圖書集成 Completa col·lecció d'il·lustracions i d'escriptures des del principi dels temps fins als temps actuals) coneguda com a enciclopèdia imperial iniciada per l'erudit Txen Menglei.
La seva producció artística està representada per diversos estils. Va destacar com a pintor de flors i ocells, amb tocs realistes. Algunes obres seves van ser atribuïdes al seu 'emperador. Va estar vinculat a l'Acadèmia Hanlin. Entre les seves pintures que es conserven cal mencionar, entre d'altres, Onze coloms, Pi, Azalea (杜鹃) i Retrat de Yinli, 17è fill de Kangxi.